# Кутум
Кутум (Rutilus kutum) — риба роду Плітка, родини Ялецевих.
Розглядається також як підвид виду вирозуб (Rutilus frisii) — Rutilus frisii kutum.
Природний ареал охоплює басейн Каспійського моря. Наприкінці 1950-х років штучно завезений до Азовського моря, де став дуже поширеним вже в 1960-х рр.
В Україні назва «кутум» для вирозуба поширена, зокрема, на Сіверському Дінці та його лівій притоці Деркул.